# John Wayne Airport
John Wayne Airport (IATA: SNA, ICAO: KSNA, FAA LID: SNA) är en inrikesflygplats i Orange County, Kalifornien, USA, nära Los Angeles. Flygplatsen ligger i ett oinkorporerat område i Orange County,och den ägs och drivs av länet. John Wayne Airport är omgiven av städerna Irvine, Newport Beach och Costa Mesa, även om dess IATA-flygplatskod och postadress båda är registrerade på Santa Ana, länets säte. Ursprungliga var Orange County Airport, men Orange County Board of Supervisors döpte om flygplatsen 1979 för att hedra skådespelaren John Wayne, som bodde i angränsande Newport Beach och dog samma år. En staty av John Wayne installerades vid flygbolagsterminalen 1982.
John Wayne Airport är den enda kommersiella flygplatsen i Orange County. Den nationella planen för integrerade flygplatssystem för 2011–2015 kategoriserade den som en primär kommersiell serviceflygplats eftersom den har över 10 000 passagerare ombordstigning per år. Sedan 2014 är John Wayne Airport den näst mest trafikerade flygplatsen i Los Angeles-området (efter antal passagerare) med totalt över 9 miljoner passagerare. Från och med 2015 var de största flygbolagen på John Wayne Airport Southwest Airlines, American Airlines, United Airlines, Alaska Airlines och Delta Air Lines. 
Förutom flygterminalen betjänar flera faciliteter på flygplatsen allmänflyget och företagsflyget. Allmänflygets verksamhet är nu större än kommersiell verksamhet.
John Wayne Airport har två landningsbanor. Huvudbanan, 2L/20R, med en längd på 1 700 m är en av de kortaste av alla större flygplatser i USA, och passagerarjetplan som trafikerar från flygplatsen har aldrig varit större än Boeing 757 (även om vissa större fraktflygplan flyger från SNA, som widebody Airbus A300 som drivs av FedEx). Banan 2R/20L är 880 m lång och betjänar allmänflygplan.

## Historik
Den första landningsbanan på platsen byggdes 1923, när Eddie Martin antog ett femårigt hyresavtal med James Irvine för att driva en flygskola på land som ägs av Irvine Company.
Martin lade till den första hangaren 1926. 1935 iscensatte Howard Hughes sin flygning för världsrekord i flyghastighet från Eddie Martins flygplats.
Med öppningen av Santa Ana Army Air Base 1942 stängdes det intilliggande Martin Field tillfälligt. 
Förutom att fortsätta att betjäna flyget blev fältet ett viktigt dragracingcenter. Från 1950 till 1959 drev C.J. "Pappy" Hart och Creighton Hunter Santa Ana Drag Strip, krediterad för att vara världens första kommersiella drag strip, på flygplatsens landningsbana varje söndag, när den var stängd för flygtrafik .

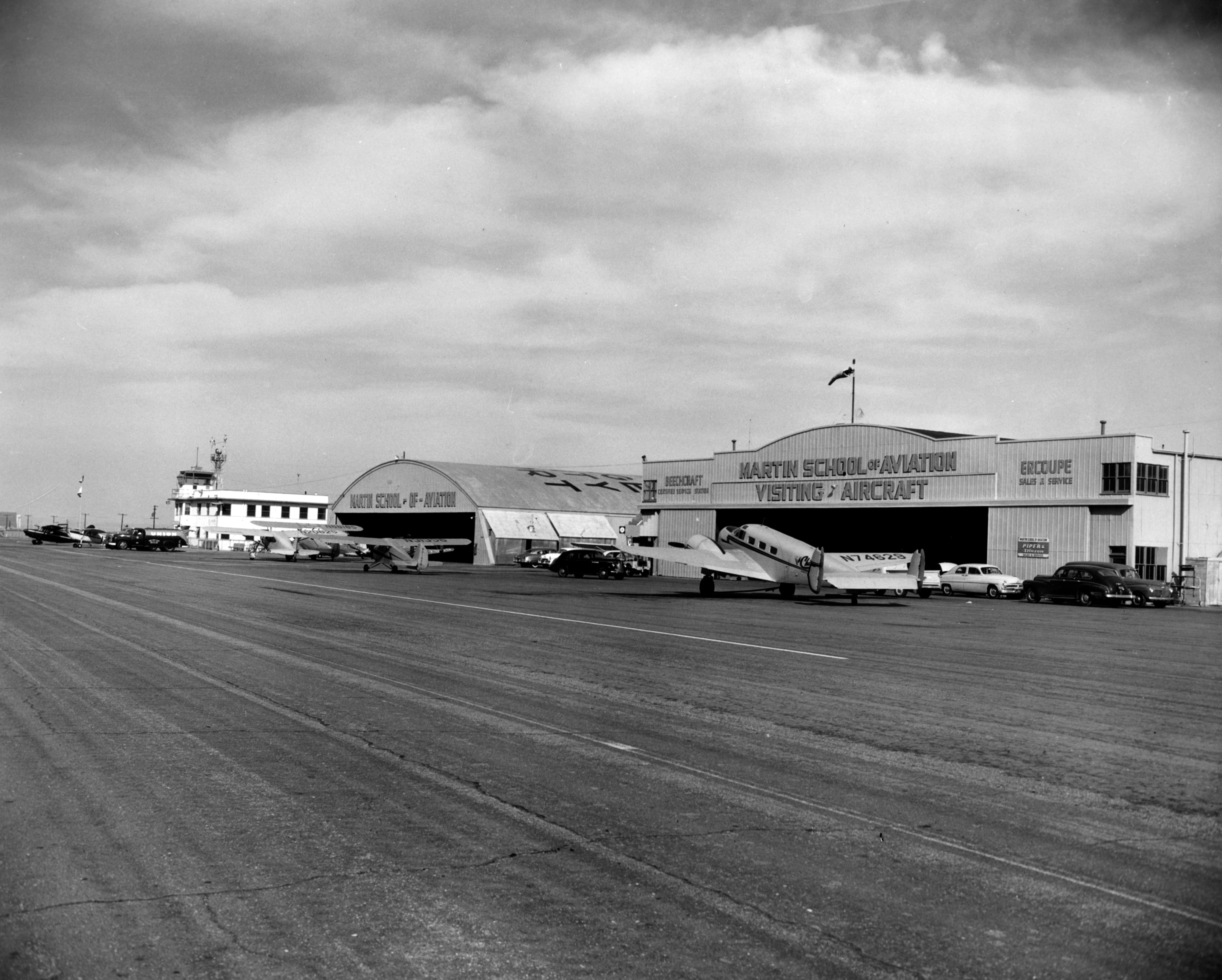
Orange County Airport, på 1950-talet

På 1950-talet var de enda flygbolaget Bonanzas få flygningar mellan Los Angeles och Phoenix, via San Diego. År 1963 startade Bonanza nonstop F27 till Phoenix och till Las Vegas 1965 och 1967 startade Air California Electra direkt till San Francisco, 48 flygningar tur och retur i veckan. De första reguljära jetflygningarna var Bonanza DC-9s senare 1967.

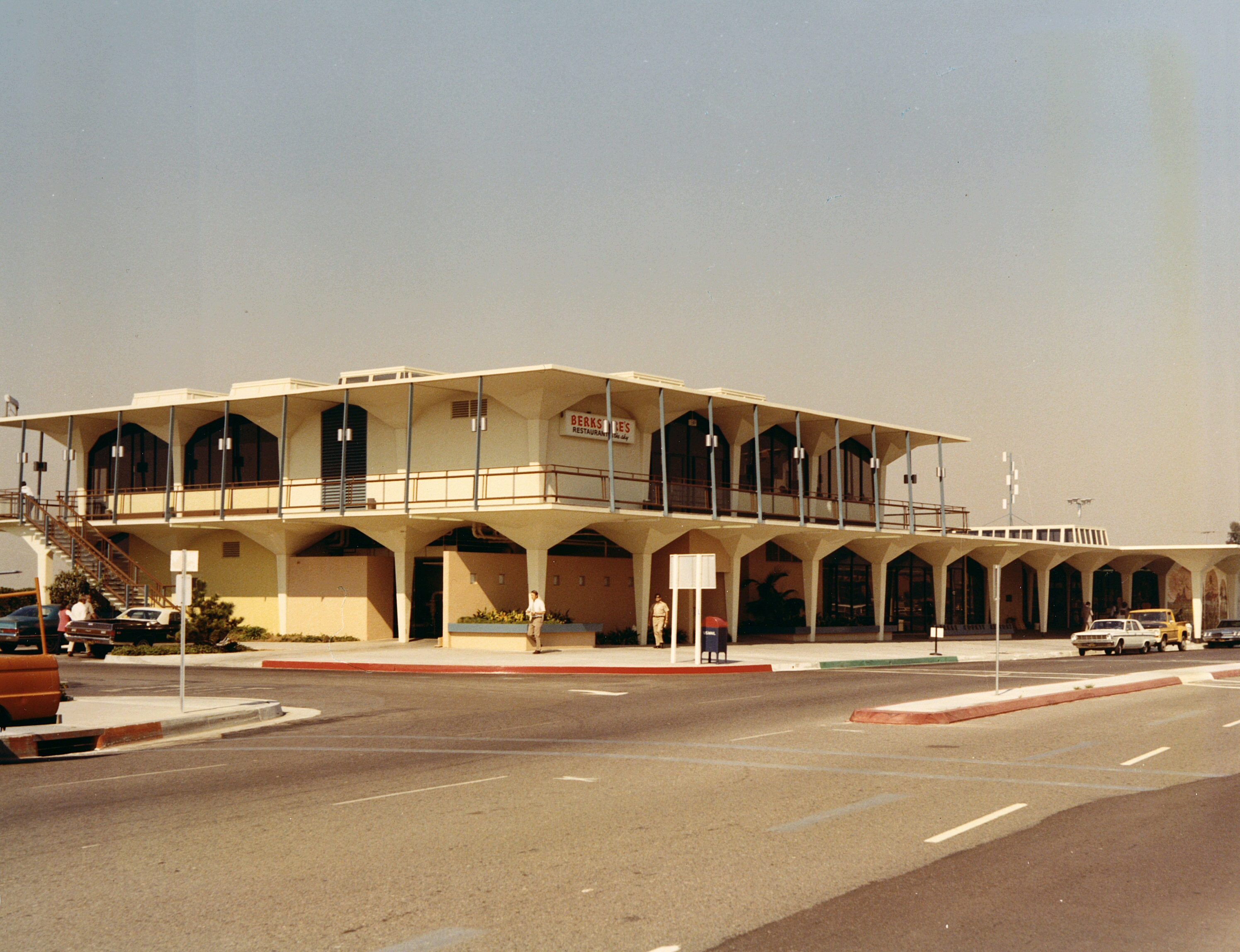
Orange County Airport terminal, 1971

År 1990 öppnades Thomas F. Riley Terminal. Den åldrande Eddie Martin-terminalen på 2 700 m2 ersattes med en modern anläggning på 31 390 m2. Den nya anläggningen omfattade 14 lastbryggor, fyra bagagekaruseller, öppna ytor och åtskilda ankomst- och avgångsnivåer. År 1994 revs den då oanvända Eddie Martin Terminal.

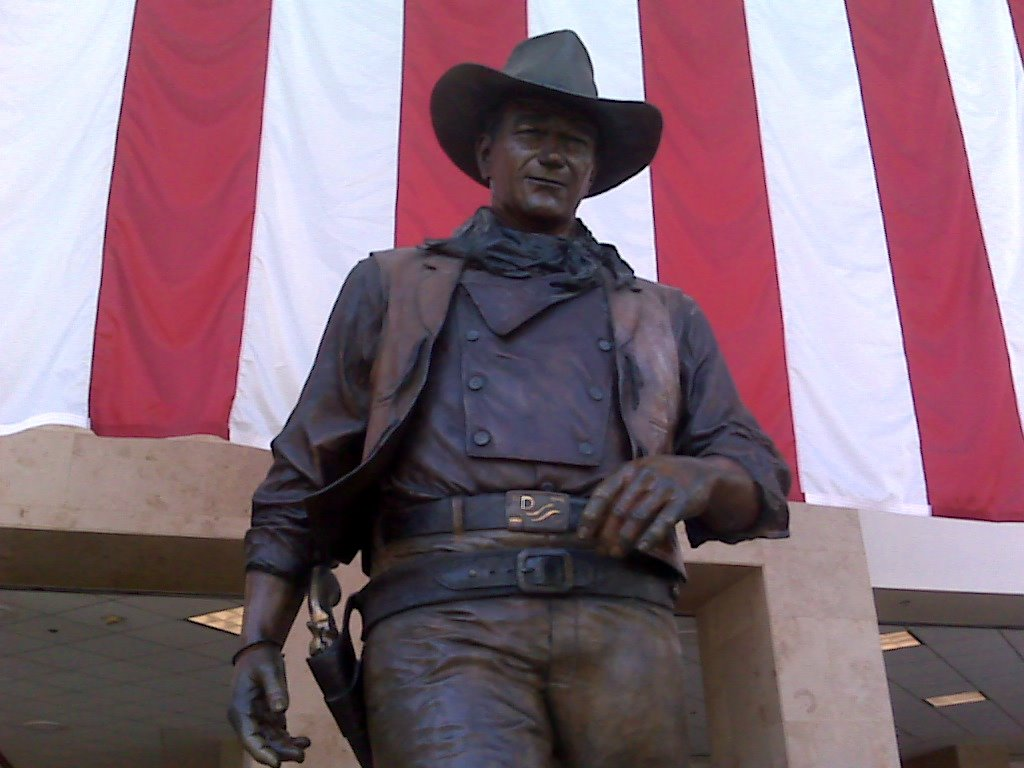
Bronsstaty av John Wayne i flygplatsens huvudterminal, 2009

Under 2011 lades ytterligare terminalutrymme till och befintliga terminaler uppdaterades som en del av ett expansionsprojekt på 543 miljoner USD. En ny terminal C med ytterligare sex gater byggdes tillsammans med avskilda områden för pendlare i den nya terminalen C och nya pendlingsanläggningar i terminal A.

## Flygbolag och destinationer
Följande flygbolag erbjuder reguljära reguljär- och charterflyg på John Wayne Airport 2023:
| Flygbolag          | Destinationer | Refs          |
| ------------------ | --- | ------------- |
| Air Canada         | Vancouver | [ 15 ]        |
| Alaska Airlines    | Everett, Portland (OR), San Francisco, Santa Rosa, Seattle/Tacoma, Tucson (börjar 14 december 2023) Säsong: Bozeman (börjar 14 december 2023)                                                 | [ 18 ]        |
| American Airlines  | Austin, Charlotte, Chicago–O'Hare, Dallas/Fort Worth, Miami (begins January 4, 2024), New York–JFK, Phoenix–Sky Harbor                                                                        | [ 20 ]        |
| Breeze Airways     | Grand Junction (begins February 6, 2024), Ogden (begins February 21, 2024), Provo Säsong: Orlando                                                                                             | [ 23 ]        |
| Delta Air Lines    | Atlanta, Detroit, Minneapolis/St. Paul, Salt Lake City, Seattle/Tacoma | [ 24 ]        |
| Frontier Airlines  | Dallas/Fort Worth, Denver, Las Vegas, Phoenix–Sky Harbor | [ 25 ]        |
| JSX                | Concord (CA), Las Vegas, Reno/Tahoe Säsong: Monterey | [ 26 ] [ 27 ] |
| Southwest Airlines | Austin, Dallas–Love, Denver, Las Vegas, Nashville, Oakland, Phoenix–Sky Harbor, Puerto Vallarta, Sacramento, San Francisco, San Jose (CA), San José del Cabo Säsong: Houston–Hobby, St. Louis | [ 28 ]        |
| Spirit Airlines    | Las Vegas, Oakland | [ 29 ]        |
| United Airlines    | Chicago–O'Hare, Denver, Houston–Intercontinental, Newark, San Francisco | [ 30 ]        |
| United Express     | San Francisco | [ 30 ]        |
| WestJet            | Calgary, Vancouver | [ 31 ]        |